# Жгилёво (Псковская область)
Жгилёво — деревня в Порховском районе Псковской области России. Входит в состав сельского поселения «Славковская волость». Численность населения деревни на 2000 год составляла 47 жителей.

## География
Расположена на крайнем юге района, на северном берегу Белого озера, вторым названием которого является озеро «Жгилёво».

## История
До 3 июня 2010 года деревня входила в состав ныне упразднённой Митрофановской волости с центром в д. Тинеи.

## Население
| 2001 | 2002 | 2010 |
| ---- | ---- | ---- |
| 47   | ↘29  | ↘16  |